# ライオンズクラブ

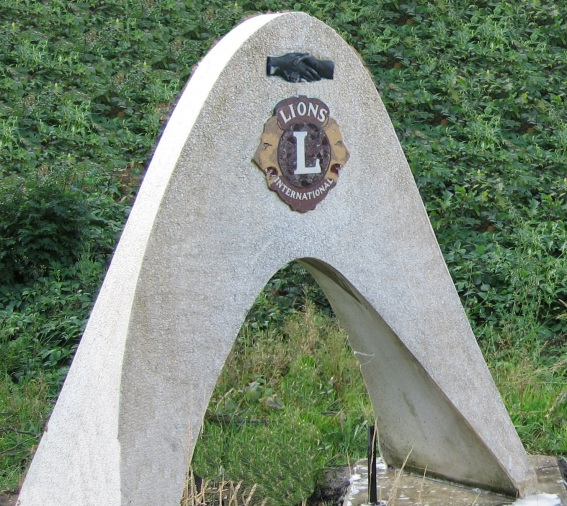
ライオンズクラブの会章

ライオンズクラブ（英: Lions Club）は、社会奉仕活動を目的として結成された国際的な民間団体である。その本部は「ライオンズクラブ国際協会」といい、アメリカ合衆国に所在している。実際の活動は、その協会に所属する地域ごとの「クラブ」によって行われている。

## 概要
日常生活の中で、会員がクラブ活動を楽しみつつ、地域社会に奉仕することを目的に活動している。具体的な活動（アクティビティ）は月に2回行われる例会が軸となる。例会はクラブの最高議決機関であり、執行機関である理事会の決定であっても例会の承認なしには実行できないなど強大な権限を有する。会員は例会への出席義務を負う。
名称は創設者のメルビン・ジョーンズによって、ライオンにちなんでつけられた。ライオンズクラブの紋章にも2頭のライオンの頭部が、「法(Law)・自由(Liberty)・労働(Labor)・忠誠(Loyalty)・愛(Love)・生命(Live)・ライオン(Lion)」を表すLの文字の左右に配置されている。2頭のライオンはそれぞれ過去の歴史と未来の運動を見つめているとされ、無償の行為があらゆる方向に向かって進むことを意味する。
会員は「ライオンズの誓い」と呼ばれる誓い を立てて入会する。ライオンズクラブの目的に沿った行動とその基となる考え方をライオニズムと呼び、会員には人間が持つべき近代的ヒューマニズムを連帯的活動の中で実現する積極的な行動が期待される。
スローガンは"Liberty, Intelligence, Our Nation's Safety"（「自由を守り、知性を重んじ、われわれの国の安全をはかる」）である。スローガンは社会に示す旗印としての役割をもち、具体的には洗練された自由思想を守りルールを遵守すること、善や愛、奉仕について本能的に判断する心、身辺や地域の安全につながる国家の安泰を願う心を意味する。
モットーは"We Serve"（「われわれは奉仕する」）であり、独力ではなく集団の力で、経済力のみならず知恵と労力をもって奉仕するというライオンズクラブの特徴が表現されている。
「世界の一部との間に相互理解の精神をつちかい発展させる」という目的を達成するために各クラブは他国のクラブと姉妹提携を結び、姉妹クラブからの要請で国外でもアクティビティを行っている。またライオンズ国際協会が1968年に設立したライオンズクラブ国際財団（LCIF）を通じて、災害時の支援や発展途上国の経済的自立を促すためのアクティビティを行っている。さらに青少年育成プログラムとして、16歳から21歳までの優秀な青少年がライオンズクラブのスポンサーにより他国の家庭にホームステイするYE（Youth Exchange、青少年交換）プログラムが実施されている。
2017年6月30日現在、全世界でクラブは4万7390、会員は142万5795人、日本国内のクラブは3056、会員は11万6865人である。単一クラブは地域名称を冠していることが多いが、該当地域に居住地や事業所を有さない会員もいる。単一クラブの会員数は平均的には約20–60人である。
ライオンズクラブの活動を支える補助的な活動を行う組織として、ライオネスクラブがある。ライオンズクラブの会員資格が成人男子であった時代に、成年女子のために作られた組織であったが、1987年にライオンズクラブの性別要件が撤廃されたことに伴い、男性の入会も可能となった。また、少年に自立と奉仕の精神を根づかせるために、ライオンズクラブがスポンサーとなり、地域社会への奉仕や国際的な相互理解の促進を方針とするレオクラブと呼ばれるクラブが組織されている。

## 歴史
1917年「シカゴ・ビジネス・サークル」と呼ばれる実業家の昼食会クラブの幹事だったメルビン・ジョーンズが、社会全般の向上のために活動するサークルを作ろうと他のサークルに呼びかけ、6月7日に9州27のクラブの代表者をシカゴに招き、ライオンズ協会（Association of Lions Clubs）を設立した（初代会長はウィリアム・P・ウッズで、メルビン・ジョーンズは幹事を務めた）。同年10月8日には第1回の大会が開かれたことで組織が完成した。10月8日は世界ライオンズデーとされ、毎年街頭活動等の記念行事が行われている。
1925年オハイオ州で開催された国際大会でヘレン・ケラーが会員に向けて「盲人のために暗闇と闘う騎士となれ」と訴えた。それ以来、視覚障害者に対する奉仕活動や失明予防を目的とした視力プログラムが組まれるようになった。
日本では1952年3月にフィリピンのマニラライオンズクラブのスポンサーのもとで東京ライオンズクラブが発足し、初代会長石川欣一は1959年に国際理事となった。1981年には京都クラブ所属の村上薫が国際会長に就任した。2015年に美濃加茂ライオンズクラブ所属の山田實紘が第99代国際会長に就任した。

## 会員

### 概要
善良な徳性の持ち主で地域社会で声望を得ている成人が、クラブによって招請されることで会員となる。招請の前には経歴調査や地域社会への照会が行われる。なおかつては会員資格が「成人男子」に限られていたが、1987年に国際会則が改正され性別要件が撤廃された。会員は自分の名前の前と他の会員の名前の後ろに「ライオン」の呼称をつけて呼び合う。署名の先頭にライオンの省略を表すLの文字を置くこともある。
会員には以下の種類がある。
- 正会員
- 不在会員
- 名誉会員
- 優待会員
- 終身会員
- 準会員
- 賛助会員

ほとんどの会員は正会員である。例会などの活動に参加できない会員は理事会の判断により、6か月に限り不在会員となることができる。不在会員は投票や役職への就任ができない。クラブや地域社会に多大な貢献をした非会員は、クラブの総意に基づき名誉会員となることができる。名誉会員は不在会員と同じく不在会員は投票や役職への就任ができないが、例会や会合に出席することができる。資格返上を申し出た在籍15年以上の正会員は、理事会によって優待会員として扱われることがある。優待会員は例会出席義務を免れつつ役職への就任が認められるなどの優遇を受ける。終身会員は、継続して20年以上正会員、または継続して15年以上正会員で70歳に達する会員や、重篤な病気にかかりクラブや地域社会、国際協会に対し多大な貢献をした会員、さらに国際協会の役員を務めた継続20年以上の正会員が、国際理事会の承認によりなることができる。元のクラブへ籍を残しつつ他の地域のクラブへの所属を希望する者について、元のクラブの理事会は準会員として招請することができる。準会員は出席した会合での投票権を持つが、役職に就くことができない。全面的な活動ができないがクラブへの所属を希望する者については、理事会が賛助会員として招請することができる。準会員は出席した会合での投票権を持つが役職に就くことができない。なお、同じ職業の者が多く集まると同業者意識が強くなることから、クラブによっては2名を超えて同じ職業の者を会員として招請してはいけない旨を規定している。

## 活動（アクティビティ）
ライオンズクラブの目的を達成するためのあらゆる活動をアクティビティと呼ぶ。すべてのライオンズクラブはアクティビティを検討・実施するための事業委員会をもつ。事業委員会はクラブの活動目的を区分し、その上でそれぞれの目的に応じた常設委員会が設置される。
ライオンズクラブは献血・献眼（角膜提供）・献腎（腎臓提供）を「三献運動」と呼び推進している。骨髄バンクへのドナー登録を三献運動に付加しているクラブも存在する。さらに2017年で100周年を迎えたことから、奉仕目標としてチャレンジ方針を立て、以下の5つの主力奉仕活動を掲げている。
- 糖尿病支援
- 環境対策
- 食料支援・飢餓対策
- 小児がん支援
- 視力支援

その他 YCE（Youth Camps and Exchange 青少年海外派遣及び受け入れ）や、災害など様々な人道奉仕活動を行っている。

## 国際協会
ライオンズクラブ国際協会は、世界中にある約4万4千のライオンズクラブによって構成される国際組織で、年1回開かれる年次大会によって意思決定を行っている。各クラブの理事会は代議員を任命し、年次大会へ派遣する。国際大会で新たに選出された国際会長は国際プログラムと呼ばれる重点プログラムを発表し、全世界の会員に向けてユニオン・メッセージを発する。さらに会長はより具体的な指針として「奉仕重点プログラム」を打ち出す。過去に指示された重点プログラムとしては糖尿病対策、薬害教育、前述のライオンズクラブ国際財団（LCIF）設立などがある。

## 会則
ライオンズクラブは国際協会の認証（チャーター）を受けて活動しており、「国際会則および付則を批准して、それに従うことに同意」している。国際会則第11条にはクラブの責務として「毎月少なくとも2回定期的に例会を開く」ことや「地域生活の生活、文化、福祉、公徳心の向上および国際的な相互理解を促進するための事業を行う」ことなど、12の項目が定められている。各クラブも会則をもち、スローガン、モットー、目的、会員などの基本項目は国際会則とほぼ同じ内容となっている。